# Bartłomiej Krajewski
Bartłomiej Krajewski herbu Trzaska (zm. 10 października 1810) – podczaszy płocki w 1787 roku, podstoli płocki w 1779 roku, cześnik płocki w 1774 roku, łowczy płocki w 1772 roku.
Był bratem instygatora koronnego Stanisława Kostki Był posłem województwa płockiego na Sejm Czteroletni w 1790 roku.